# Olybrius

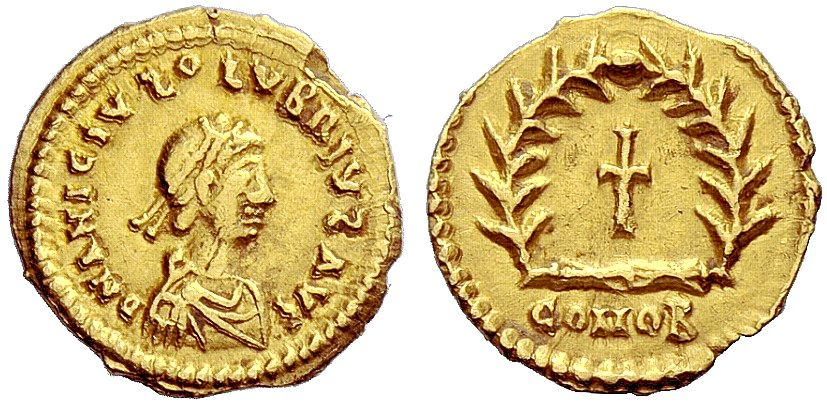
Tremissis des Olybrius

Flavius Anicius Olybrius († 472) war von März oder April bis Oktober oder November 472 Kaiser des Weströmischen Reiches.

## Leben
Olybrius entstammte der sehr einflussreichen Familie der Anicii, die im 5. und 6. Jahrhundert zu den mächtigsten senatorischen Geschlechtern in Ost und West zählte. Durch seine Ehe mit Valentinians III. Tochter Placidia hatte er in die Theodosianische Dynastie eingeheiratet. 455 musste er nach der Ermordung seines Schwiegervaters aus Italien in den Osten fliehen. 457 hielt er sich daher in Konstantinopel auf und wurde nach dem überraschenden Tod Kaiser Markians als aussichtsreicher Thronkandidat gehandelt, hatte aber gegenüber Leo das Nachsehen. 
464 war er Konsul und wurde wiederholt vom Vandalenkönig Geiserich vergeblich als Kaiser des Westens vorgeschlagen. Geiserichs Sohn Hunerich hatte Placidias Schwester Eudocia geheiratet und war daher mit Olybrius verschwägert. 472 wurde dieser dann vom oströmischen Kaiser Leo mit Soldaten nach Italien geschickt, um die dortigen Streitigkeiten zu schlichten (nach anderen Quellen, um selbst neuer Augustus zu werden). 
Jedenfalls wurde er mit Unterstützung des mächtigen weströmischen Heermeisters Ricimer, der sich mit dem Augustus Anthemius überworfen hatte, zum Kaiser erhoben. Als Hintergrund kann gelten, dass man auf diese Weise versuchte, sich an den mächtigen Geiserich anzunähern. Ricimer zog sich damit jedoch vermutlich den Zorn Kaiser Leos zu, der Anthemius gestützt hatte. Die Aussagen der Quellen in Hinblick auf die Frage, ob dieser Olybrius je formal anerkannte, sind widersprüchlich. Ricimer verstarb kurz darauf am 18. August 472. Der Kaiser ernannte Gundobad nach Ricimers Tod zu dessen Nachfolger als magister militum und patricius. Olybrius konnte die sich damit eröffnenden Chancen aber nicht nutzen, denn der bereits kränkliche Kaiser starb bereits wenig später an Wassersucht. Seine Herrschaft währte insgesamt nur rund ein halbes Jahr (je nach Quelle sechs bis sieben Monate). Olybrius’ Tochter Anicia Iuliana sollte in den folgenden Jahrzehnten allerdings eine der einflussreichsten Personen in Ost- und Westrom sein.